# Proteste in Spanien 2011/2012

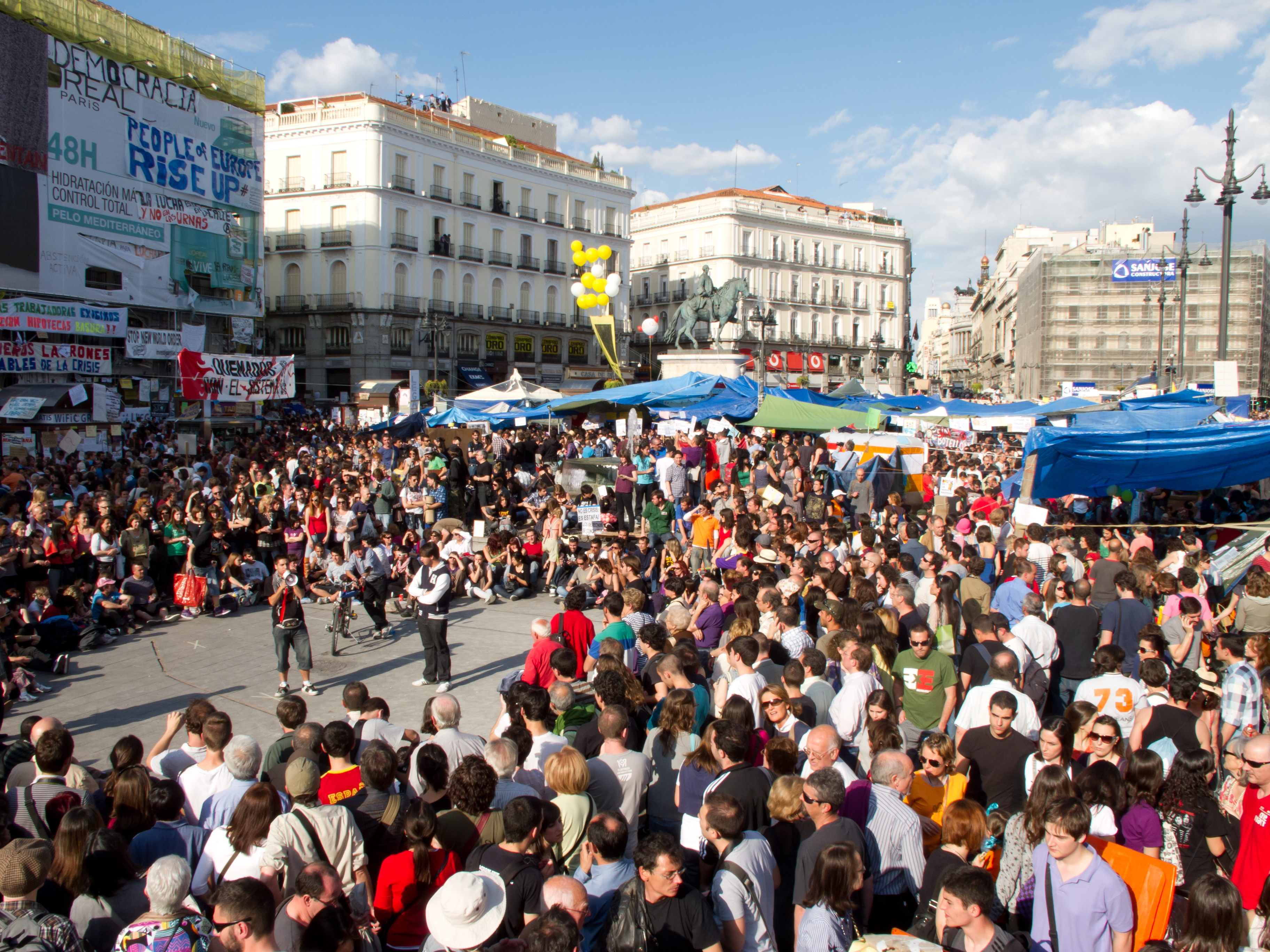
Demonstration, Puerta del Sol, Madrid, 20. Mai 2011

Die Proteste in Spanien 2011/2012 waren spontane, parteiferne Demonstrationen, die soziale, wirtschaftliche und politische Missstände kritisieren. Spanische Medien bezeichnen sie auch als Movimiento 15-M (‚Bewegung 15. Mai‘) oder Indignados (‚Empörte‘), einige internationale Medien auch als „spanische Revolution“. Sie organisierten sich zu großen Teilen in sozialen Netzwerken; sie standen in engem Zusammenhang mit der politischen Bewegung ¡Democracia Real Ya! (‚Echte Demokratie Jetzt!‘) und gelten als Ursprung der linksalternativen Partei Podemos, die 2014 entstand.

## Entwicklung
Die landesweiten Proteste begannen am 15. Mai 2011 mit einem Aufruf in 58 spanischen Städten. Sie erhielten Mitte Mai Unterstützung von über 200 Verbänden, Ende Mai wuchs die Zahl auf etwa 500 Initiativen an. Unter dem Motto „¡Democracia real ya!“ wurden Massendemonstrationen abgehalten und zentrale Plätze in mehr als 40 Städten besetzt. Nur in Granada kam es zu Ausschreitungen bei der Räumung eines Platzes, ansonsten verliefen die Kundgebungen und Protestcamps gewaltfrei. Die „Bewegung 15. Mai“ manifestierte sich gegen Ende Mai zudem als ernstzunehmende politische Kraft. Eigene Strukturen außerhalb des Internets, wo die Kampagne ihren Ursprung nahm, wurden bereits aufgebaut.
Am 27. Mai ging die Polizei bei der versuchten Räumung der Plaça de Catalunya in Barcelona erstmals gewaltsam mit Schlagstöcken und Gummigeschossen gegen Demonstranten vor, was offiziell damit begründet wurde, der Platz solle für Reinigungskräfte frei gemacht werden.  Die Polizei schlug auf sitzende Demonstranten ein. Es gab mehr als 120 Verletzte.
Am 29. Mai gab die bis dahin sehr diffuse Bewegung bekannt, dass man sich künftig dezentralisiert organisieren werde. Auch wurde am 30. Mai 2011 klargestellt, dass man sich als Movimiento 15-M zwar mit der Kampagne ¡Democracia real ya! verbunden sieht, beide Bewegungen aber nicht zu verwechseln seien. „Wir sind wie Brüder“, erklärten die Bewegungen. Während Movimiento 15-M in viele Stadtteile und Gemeinden Spaniens vordrang, plante die Kampagne ¡Democracia real ya! (DRY) eine weltweite Mobilisierung bis zum 15. Oktober 2011, um auf Demokratiedefizite aufmerksam zu machen.
Auf einigen großen Plätzen Spaniens hatten sich am 30. Mai öffentliche Bürgerforen etabliert, in denen diskutiert und über die gemeinsamen Ziele der Bewegung abgestimmt wurde.
Während einer Preisverleihung am 31. Mai 2011 in Pamplona, fragte eine 15-M-Aktivistin – die Anwältin und Baskisch-Lehrerin Laura Pérez Ruano – den Kronprinzen Felipe, ob er im Falle seiner Krönung „genügenden Anstand besitzen“ werde, ein Referendum über die Staatsform Spaniens vorzuschlagen. Felipe antwortete, dass es nicht an ihm liege, eine solche Volksabstimmung zu initiieren.
Am 7. Juni 2011 beschlossen die Aktivisten in Madrid, die seit dem 15. Mai andauernde dauerhafte Besetzung der Puerta del Sol am 12. Juni aufzuheben, was auch geschah. Auch die Besetzung öffentlicher Plätze in anderen großen Städten wurde beendet, während die Besetzungen in Barcelona und an anderen Orten fortbeständen. Die Bewegung sei damit aber nicht beendet, hieß es, die Forderungen würden aufrechterhalten.
Am 19. Juni 2011 gab es erneut Kundgebungen in mehr als 80 spanischen Städten. Alleine in Madrid demonstrierten hunderttausende Menschen gegen die Wirtschafts- und Währungspolitik der Europäischen Union. Die Bewegung ¡Democracia Real Ya! bekräftigte anschließend die für den 15. Oktober weltweit geplanten Proteste. Die Proteste finden seit 2011 jedes Jahr statt. An den Protestmärschen zum Jahrestag im Jahr 2014 beteiligten sich sechs Protestmarschgruppen aus den unterschiedlichsten spanischen Regionen sowie 29 Demonstrationszüge aus verschiedenen Stadtteilen Madrids.

## Ursachen und Hintergründe der Protestbewegung
Die Herkunft der Demonstranten ist heterogen und ihre politischen Ansichten sind nicht einem bestimmten politischen Lager zuzuordnen. Sie fühlen sich vom herrschenden Zweiparteiensystem von Partido Popular (PP) und Partido Socialista Obrero Español (PSOE) nicht repräsentiert. Insbesondere wird kritisiert, dass für die Regionalwahlen vom 22. Mai auf den Listen beider Parteien zahlreiche Politiker antraten, die der Korruption beschuldigt und teilweise dafür verurteilt wurden. In der Kritik stehen außerdem der staatliche Umgang mit der Finanzkrise und die hohe Arbeitslosigkeit, gerade unter gut qualifizierten jungen Spaniern (Generación Cero oder Generación ni-ni).
Ziel der Demonstranten ist ein Wandel in der spanischen Politik und Gesellschaft. Neben dem Ende der Korruption fordern sie eine Verbesserung der Lage junger Menschen, laut ihrem Manifest insbesondere durch die Achtung der Grundrechte auf Wohnung, Arbeit, Kultur, Gesundheit, Bildung, politische Beteiligung, eine freie Entwicklung der Persönlichkeit und ein Recht auf Sicherung der Grundbedürfnisse.
Es haben sich bisher keine Wortführer hervorgetan. Die Bewegung ging von Madrid aus, doch hat sie sich über das ganze Land ausgebreitet und es kann kein führendes Zentrum identifiziert werden. So gibt es kein einheitliches Manifest, sondern mehrere, die in verschiedenen Städten beschlossen wurden. Die Protestbewegung ist bislang gewaltlos geblieben.
Die Proteste wurden beeinflusst durch die Ereignisse des Arabischen Frühlings, sowie durch die Proteste in Griechenland und Island im Jahr 2008. Außerdem nehmen sie (in der Selbstbezeichnung Indignados (‚Empörte‘)) Bezug auf das Buch Empört Euch! des französischen Résistancekämpfers Stéphane Hessel, das zum Widerstand gegen den Finanzkapitalismus aufruft.
Der häufig wiederkehrenden Behauptung, die Bewegung sei in den sozialen Netzwerken entstanden, wurde von dem Soziologen César Rendueles entgegengehalten, diese Sichtweise entwerte den politischen Gehalt der Proteste. Diese Deutung der Entwicklung sei auch in der arabischen Welt nicht zutreffend, wo nur ein vergleichsweise kleiner Teil der Bevölkerung überhaupt Zugang zum Internet habe. Außerdem sei damit die Behauptung verbunden, die fortschrittliche westliche Technik verhelfe den rückständigen islamischen Gesellschaften zur Demokratie. Sowohl im arabischen Raum als auch in Spanien gingen die Proteste letztlich auf kommunitäre Strukturen zurück, ohne die die weitere Kommunikation in den sozialen Netzwerken sich nicht hätte entwickeln können.

## Politische Reaktionen
Wegen der anstehenden Regional- und Kommunalwahlen am 22. Mai wurden die Proteste für den 21. Mai von der 13-köpfigen Wahlkommission mit Bezug auf ein Gesetz verboten, nach dem Wahlveranstaltungen am Tag vor der Wahl untersagt sind. Die Entscheidung kam mit einer Stimme Mehrheit zustande. Die friedlichen Proteste an diesem Tag wurden von Regierung und Polizei trotzdem geduldet.
Die Demonstrationen riefen Reaktionen der großen politischen Parteien hervor, die nach Beratungen am 16. Mai Stellungnahmen veröffentlichten. Am 15. Mai, dem ersten Demonstrationstag, wünschten alle Parteien, zur Lage zitiert zu werden. Jaime Mayor Oreja, Abgeordneter des Europäischen Parlaments (PP), kritisierte die den Demonstranten unterstellte Absicht, bei den anstehenden Wahlen keine Stimmen abzugeben, ebenso wie der Minister für Infrastrukturförderung, José Blanco López (PSOE). Die Izquierda Unida (‚Vereinigte Linke‘) zeigte eine positive Sicht auf die Forderungen der Demonstranten, gab aber zu, nicht mit ihnen vermitteln zu können. Das Parteimitglied Cayo Lara verteidigte die Weigerung der Demonstranten, sich in ein Schicksal als „verlorene Generation“ zu ergeben, und kritisierte das Demonstrationsverbot am 16. Mai. Andere Politiker wie José Antonio Griñán zeigten zwar Sympathie für die Proteste, bestanden aber darauf, dass Nichtwählen keine Lösung sei. Estéban González Pons, Generalvizesekretär der PP, verband die Demonstrationen mit „systemfeindlichen Linksextremisten“.
Der frühere spanische Premierminister Felipe González verglich die Proteste, die er als „ein besonders wichtiges Phänomen“ einschätzte, mit jenen in den arabischen Ländern und hob hervor, dass „sie [die Demonstranten] in der arabischen Welt das Wahlrecht einfordern, während sie hier sagen, dass Wahlen zwecklos seien“.
Die Proteste haben in Spanien zu einer Diskussion über vorgezogene Neuwahlen geführt. Am 29. Juli 2011 kündigte Ministerpräsident José Luis Rodríguez Zapatero (PSOE) als Reaktion auf die unsichere Wirtschaftslage Neuwahlen für November 2011 an. Ob ein Zusammenhang zu den Protesten besteht, ist unklar.

### Neue Partei: Podemos
Aus den Protesten entstand Anfang 2014 eine neue Partei namens Podemos. Nach einem per Crowdfunding finanzierten Wahlkampf trat Podemos erstmals bei den Europawahlen 2014 an, bei der sie auf Anhieb 7,97 % der Stimmen erhielt. Nach Umfragen im Oktober 2014, bei denen Podemos bei 27,7 % lag (vor den traditionellen Großparteien PSOE (26,2 %) und Partido Popular (20,7 %)), kam die Partei bei den spanischen Parlamentswahlen 2015 auf 20,66 %.

## Internationale Reaktion
Eine Übertragung des Bewegungsgedankens zusammen mit der in Spanien angewandten Mobilisierungsstrategie ist auch in anderen Ländern Europas zu beobachten. In Griechenland organisierten die „Empörten des Syntagma-Platzes“ (griech.: Aganaktismenoi) ab dem 27. Mai Demonstrationen mit mehreren tausend Teilnehmern. Nach spanischem Vorbild wurde in Athen eine Zeltstadt errichtet.
In Portugal formierte sich bereits seit dem 12. März eine Protestbewegung namens M12M (Movimento 12 de Março). Am 25. Mai hielt die Protestbewegung eine größere Demonstration in Lissabon ab.
In Paris fand am 29. Mai 2011 eine Solidaritätskundgebung statt. An der Veranstaltung nahmen etwa 5000 Menschen teil.
Auf dem Alexanderplatz in Berlin fand ab dem 20. August 2011 ein Zeltlager statt, das wiederholt von der Polizei geräumt wurde. Das teils gewaltsame Vorgehen der Beamten wurde kritisiert. Nach etwa einer Woche wurde das Camp aufgegeben, stattdessen wurden regelmäßige Demonstrationen angekündigt.
Als übergreifender Gedanke der Proteste ist zu beobachten, dass besonders der jüngere Teil der Aktivisten sich selbst als „verlorene Generation“ bezeichnet. Besonders die Auswirkungen der Finanzkrise und die in vielen Teilen Europas oft düsteren Zukunftsperspektiven der Generation der 20- bis 30-Jährigen werden als nicht mehr hinnehmbares Übel empfunden. Die meist jungen Aktivisten, die im Zentrum der Bewegung stehen, erfahren dabei Unterstützung von breiten Teilen der Gesellschaft.
Auch die Occupy-Bewegung bezieht sich auf die spanischen Proteste und hat mit der Asamblea eine ihrer Organisationsstrukturen übernommen.

## Kundgebungen zum Jahrestag 2012
Zum ersten Jahrestag des Beginns der Proteste kam es am 12. Mai 2012 in mehreren spanischen Städten zu Kundgebungen. In der Madrider Innenstadt wurde die Puerta del Sol trotz der Aufforderung der Polizei, den Platz bis Mitternacht zu räumen, von mehreren tausend Menschen besetzt gehalten. Mindestens 45.000 Demonstranten wurden in Barcelona geschätzt. Auch in London, Frankfurt und Tel Aviv kam es zu Occupy-Protesten.
Es wurden wie im Jahr zuvor Versammlungen abgehalten, die dieses Mal aber in einem zeitlich befristeten Rahmen und mit dem Zweck über konkrete Vorgehensweisen abzustimmen, die von den verschiedenen Kommissionen in den letzten Monaten ausgearbeitet worden waren. So kam es z. B. zur Veröffentlichung eines „Plan de Rescate Ciudadano“ („Bürgerrettungsplan“), der die Forderungen mit alternativen Lösungswegen aus der Wirtschaftskrise untermauert. Der Plan nimmt kritisch Bezug auf vorangegangene, unpopuläre Bankenrettungen, die im Widerspruch zu den starken Einschnitten bei Sozialausgaben stehen. Die fünf Kernpunkte sind:
- „Nicht einen Euro mehr für Bankenrettungen“
- „Umfassende, öffentliche, kostenlose und ausreichende Bildungs- und Gesundheitswesen“
- „Gegen die Prekärisierung des Arbeitsmarktes. Verteilung von Reichtum“
- „Für garantierte, würderespektierende Wohnverhältnisse“
- „Transparenz, Netzdemokratie und bürgerliche Freiheiten“[56]

Die fünf Forderungen des Bürgerrettungsplanes lehnen sich an das Vorbild der Isländischen Protest 2008–2009 an, bei denen ebenfalls fünf Kernforderungen beschlossen wurden und als Leitfaden dienten.